# Quizás
Quizás é o sexto álbum de estúdio, e o quarto totalmente em espanhol, do cantor e compositor espanhol Enrique Iglesias, lançado pela Universal Music Latino em 17 de setembro de 2002.
Quizás foi o primeiro álbum em espanhol do cantor em quatro anos, sendo o último Cosas del Amor, de 1998. Este também é o último álbum totalmente em espanhol de sua carreira, sendo seus próximos álbuns exclusivamente em inglês ou bilíngues. O álbum tem um som frágil e delicado em comparação com os três álbuns em espanhol anteriores, os quais foram baseados em músicas pop com instrumentação de rock leve, e consistem principalmente em mornas baladas pop latinas. Quizás é seu lançamento mais pessoal até o momento, tratando de tópicos como o relacionamento afastado com o pai, o cantor espanhol Julio Iglesias, e outros dilemas pessoais. 
Enrique Iglesias ganhou o Grammy Latino de Melhor Álbum Vocal Pop Masculino no 4º Grammy Latino, ocorrido em 3 de setembro de 2003.

## Lista de faixas
Créditos adaptados do encarte do CD.
| N.º            | Título                            | Compositor(es)                                         | Duração |  |
| 1.             | "Tres Palabras"                   | Gerardo "Cachorro" López Sandra Baylac Sebastián Schón | 4:23    |  |
| 2.             | "Para Qué la Vida"                | Chein García-Alonso Léster Méndez Enrique Iglesias     | 4:05    |  |
| 3.             | "La Chica de Ayer"                | Antonio Vega                                           | 3:58    |  |
| 4.             | "Mentiroso"                       | García-Alonso Iglesias                                 | 4:00    |  |
| 5.             | "Quizás"                          | Méndez Iglesias                                        | 4:11    |  |
| 6.             | "Pienso en Tí"                    | Pérez-Botija Iglesias                                  | 4:19    |  |
| 7.             | "Marta"                           | Pérez-Botija Iglesias                                  | 4:23    |  |
| 8.             | "Suéltame las Riendas"            | Alonso Iglesias                                        | 3:55    |  |
| 9.             | "Mamacita"                        | Alonso Méndez Iglesias                                 | 4:52    |  |
| 10.            | "Mentiroso" (versão mariachi)     | Alonso Iglesias                                        | 3:51    |  |
| 11.            | "No Apagues la Luz" (faixa bônus) | Iglesias Morales DioGuardi Siegel                      | 3:49    |  |
| Duração total: | Duração total:                    | Duração total:                                         | 45:46   |  |

## Tabelas
Álbum
| Ano  | Tabela           | Posição |
| ---- | ---------------- | ------- |
| 2002 | Latin Pop        | 1       |
| 2002 | Billboard 200    | 12      |
| 2002 | Top Latin Albums | 1       |